# François Neuville
François Neuville, né le 24 novembre 1912 à Mons-Crotteux (Flémalle) et mort le 12 avril 1986 à Dadizele, est un coureur cycliste belge. Professionnel de 1935 à 1949, il a remporté une étape du Tour de France 1938, le Tour de Belgique la même année et le Circuit de France en 1942.
Il est inhumé à Moorslede.

## Palmarès
- 1934
  - 8e étape du Tour de Belgique indépendants
- 1936
  - 3e du Tour des Flandres
- 1938
  - Tour de Belgique
    - Classement général
    - 4eb étape

  - 20eb étape du Tour de France
  - 6e du championnat du monde sur route[1]
- 1942
  - Circuit de France
    - Classement général
    - 4e étape
- 1943
  - 2e du GP de Belgique contre la montre (1)
- 1948
  - 2e de Paris-Brest-Paris

## Résultats sur le Tour de France
- 1935 : abandon
- 1936 : 19e
- 1938 : 17e, vainqueur de la 20eb étape
- 1939 : 27e